# Gh
Gh, gh — латинский диграф, используемый в английском, ирландском, итальянском, румынском, вьетнамском и многих других языках, а также в ряде транскрипций и романизаций.

## Использование
Английское буквосочетание gh встречается преимущественно в словах германского происхождения. Следует запомнить, что в английском языке диграф gh в середине слова не произносится, а гласная буква i перед ним произносится как дифтонг [aɪ].
Например: light [laɪt], might [maɪt], right [raɪt], night [naɪt]
- в нескольких словах в конечном положении диграф gh обозначает звук [f].

Например: laugh [lɑːf], enough [ɪˈnʌf], rough [rʌf]
- сочетание ought произносится как [ɔːt].

Например: ought [ɔːt], bought [bɔːt], fought [fɔːt], brought [brɔːt]
- в начале слова gh обозначает звук [ɡ].

Например ghost [ɡəʋst], ghetto [ˈɡetɒʊ], ghastly [ˈɡɑːstlɪ].
В ирландском языке обозначает звуки [ɣ] и [j].
В итальянском и румынском языках обозначает звук [ɡ] перед гласными e и i.
В малайском и индонезийском языках обозначает фрикатив [ɣ] в арабских заимствованиях.
Во вьетнамском языке обозначает звук [ɣ].
В канадском варианте алфавита для тлингитского языка передаёт звук [q], в аляскинском варианте алфавита обозначаемый буквой g̲.
В средненидерландском языке часто использовался для передачи звука [ɡ] перед гласными e, i и y.
В уйгурском латинском алфавите обозначает звук [ʁ].
В исторических латинизированных алфавитах чеченского и ингушского языков обозначал звук [ʁ] (в современной кириллице — гI).

### В романизации и транскрипции
В стандартах романизации арабского и персидского языков BGN/PCGN, UNGEGN, ALA-LC и ЭИ используется для передачи буквы гайн (‏غ‏‎). Иногда встречается вариант с общей подстрочной чертой — g͟h.
В романизациях BGN/PCGN и ALA-LC армянского языка, а также при вводе в ASCII используется для передачи буквы гхат (Ղ ղ).
В романизации BGN/PCGN и национальной системе романизации грузинского языка используется для передачи буквы гхани (ღ).
В тайваньской фонетической транскрипции DT обозначает звук [ɡ].
В научной транскрипции индоарийских языков, таких как санскрит и хинди, а также праиндоевропейского, передаёт придыхательный звук [ɡʱ].